# Марко С. Поповић
Марко С. Поповић (Пљевља, 1869 – 1936), познат и под надимком Родољуб, је био српски књижевник и учитељ и свештеник из Црне Горе, а његов рад је прилично везан и за Босну и Херцеговину где је радио као учитељ. У Сарајеву је завршио богословију.

## Биографија
Рођен је у Пљевљама у сиромашној породици, радио је као учитељ у Фочи. Писао је поучне чланке за Голуб и Малу Србадију. Сарађивао је са часописом Босанска вила и сакупљао народне умотворине (објавио је на пример епску народну песму Бој на Романији). Постао је ђакон 1893, а као свештеник је службовао у Невесињу и Коњицу.

## Књижевни рад[2]
- Књижевни радови Мар. С.Поповића - Родољуба (1893)
- Све за народ (1894)
- Два предавања (1911)
- Крсна имена - славе православних српских породица у Мостару (1923)
- Невесињска пушка или крв за слободу (1925)[3]
- Крвава драма у седам призора (1933)
- Српске севдалинке (народне пјесме)
- Сузе на гробу Ђорђа Николајевића (спев)